# پگاه‌چینی‌بال
پگاه‌چینی‌بال (نام علمی: Eosinopteryx brevipenna) نام یک گونه از شاخه طنابداران است.